# Anyós
Anyós és un nucli de població del Principat d'Andorra situat a la parròquia de la Massana. a 1.285 m d'altitud. L'any 2009 tenia 667 habitants.
Al poble hi ha l'Església de Sant Cristòfol d'Anyós.